# Jesús Murgui Soriano
Jesús Murgui Soriano (Valencia, 17 aprile 1946) è un vescovo cattolico spagnolo, dal 7 dicembre 2021 vescovo emerito di Orihuela-Alicante.

## Biografia
Jesús Murgui Soriano è nato a Valencia il 17 aprile 1946.

### Formazione e ministero sacerdotale
Ha compiuto gli studi ecclesiastici nel seminario metropolitano di Moncada.
Il 21 settembre 1969 è stato ordinato presbitero per l'arcidiocesi di Valencia. L'anno successivo ha conseguito la licenza in teologia presso la Pontificia Università di Salamanca. Ha prestato servizio come vicario parrocchiale della parrocchia dell'Assunzione di Nostra Signora ad Alaquàs dal 1969 al 1973; parroco della parrocchia di Nostra Signora dell'Oliveto e consigliere del movimento giovanile dell'Azione Cattolica dal 1973 al 1976; parroco di San Giacomo Apostolo a Moncada dal 1982 al 1986; parroco di Santa Maria a Ontinyent dal 1986 al 1993 e vicario episcopale di "Lliria-Vía de Madrid" dal 1993 alla nomina episcopale.

### Ministero episcopale
Il 25 marzo 1996 papa Giovanni Paolo II lo ha nominato vescovo ausiliare di Valencia e titolare di Lete. Ha ricevuto l'ordinazione episcopale l'11 maggio successivo dall'arcivescovo metropolita di Valencia Agustín García-Gasco Vicente, co-consacranti il cardinale Ricardo María Carles Gordó, arcivescovo di Barcellona, e l'arcivescovo Lajos Kada, nunzio apostolico in Spagna e Andorra.
Dal dicembre del 1999 al 1º marzo 2001 è stato anche amministratore apostolico della diocesi di Minorca.
Il 27 dicembre 2003 lo stesso papa Giovanni Paolo II lo ha nominato vescovo di Maiorca. Ha preso possesso della diocesi il 21 febbraio successivo.
Il 27 luglio 2012 papa Benedetto XVI lo ha nominato vescovo di Orihuela-Alicante. Ha preso possesso della diocesi il 29 settembre successivo con una cerimonia nella cattedrale di Orihuela.
Nel febbraio del 2014 ha compiuto la visita ad limina.
Il 7 dicembre 2021 papa Francesco ha accolto la sua rinuncia per raggiunti limiti di età; gli è succeduto José Ignacio Munilla Aguirre, fino ad allora vescovo di San Sebastián.
In seno alla Conferenza episcopale spagnola è membro della commissione per la liturgia dal marzo del 2017. In precedenza è stato membro delle commissioni per la pastorale dal 1996 al 1999; per il clero dal 1999 al 2005; per la liturgia dal 2008 al 2014 e per il diaconato permanente dal 2014 al 2017.

## Genealogia episcopale
La genealogia episcopale è:
- Cardinale Scipione Rebiba
- Cardinale Giulio Antonio Santori
- Cardinale Girolamo Bernerio, O.P.
- Arcivescovo Galeazzo Sanvitale
- Cardinale Ludovico Ludovisi
- Cardinale Luigi Caetani
- Cardinale Ulderico Carpegna
- Cardinale Paluzzo Paluzzi Altieri degli Albertoni
- Papa Benedetto XIII
- Papa Benedetto XIV
- Papa Clemente XIII
- Cardinale Marcantonio Colonna
- Cardinale Giacinto Sigismondo Gerdil, B.
- Cardinale Giulio Maria della Somaglia
- Cardinale Carlo Odescalchi, S.I.
- Cardinale Costantino Patrizi Naro
- Cardinale Serafino Vannutelli
- Cardinale Domenico Serafini, Cong. Subl. O.S.B.
- Cardinale Pietro Fumasoni Biondi
- Cardinale Antonio Riberi
- Cardinale Ángel Suquía Goicoechea
- Cardinale Agustín García-Gasco Vicente
- Vescovo Jesús Murgui Soriano